# Bitva u Plzně
Bitva u Plzně se odehrála v roce 976 u hradiště Starý Plzenec, došlo v ní k vítězství českého knížete Boleslava II. nad císařem Otou II.

## Pozadí
V roce 973, rok poté, co český kníže Boleslav II. na trůn, započal konflikt v říši mezi nedávno nastoupivším císařem Otou II. a bavorským vévodou Jindřichem II. Svárlivým. Boleslav II. se postavil na stranu bavorského vévody Jindřicha, Jindřicha se však Otovi podařilo dostat do zajetí a tato dvouroční potyčka nakonec skončila roku 974 jen vypleněním statků kláštera v Altachu českým knížetem.
Jindřichovi se ovšem povedlo upláchnout ze žaláře, ale v Řezně se ocitl obklíčen, proto roku 976 tajně utekl ke dvoru knížete Boleslava II. a konflikt vypukl znovu, tentokrát vysláním vojenské výpravy do Čech.

## Výsledek a následky
V červenci roku 976 císař Ota vtrhl do Čech, Ota I. Švábský měl přivést posily z Bavorska. Vojsko Ota rozdělil. Ota vniknul hlouběji do Čech, kdežto bavorský oddíl vykročil později a měl přijít na pomoc Otově armádě, která na něj čekala někde v Čechách. Když však bavorské vojsko dorazilo k Plzni a rozhodlo se vykoupat, český oddíl je záhy přepadl a porazil.
| „                     | Když se uvedení Bavoři jednoho večera koupali nezabezpečení žádnou stráží, vpadl náhle nepřítel v plné zbroji a pozabíjel je nahé, jak se mu zamanulo, ve stanech i na zelené louce. Potom se s celou kořistí v radostné náladě a bez vlastních ztrát vrátil domů. | “ |
| — Dětmar z Merseburku | |   |

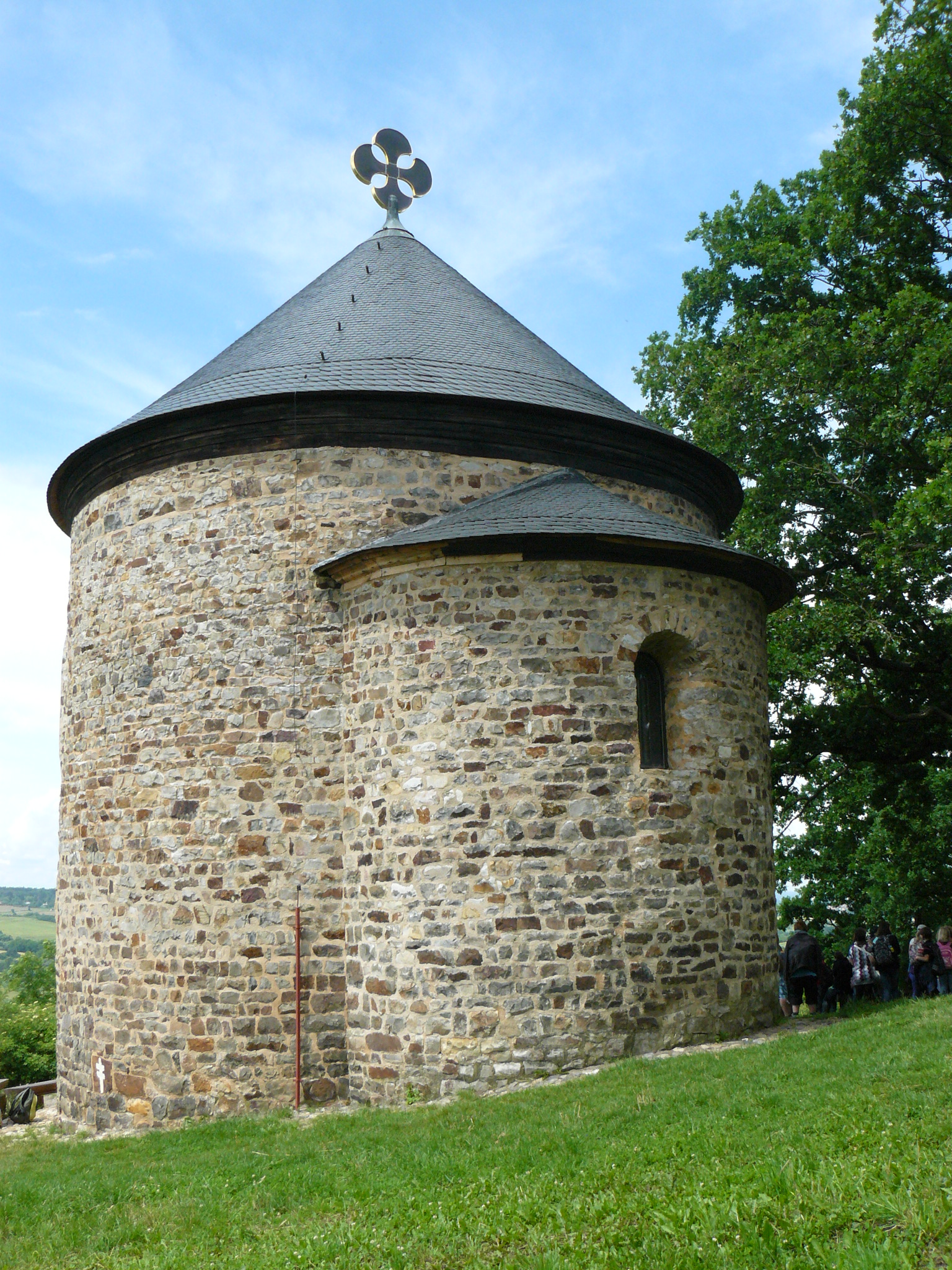
Rotunda svatého Petra a Pavla (Starý Plzenec)

S pozůstatkem vojska Ota posléze odtáhl z Čech a Boleslav se následně pomstil vpádem na říšské území, kdy pod velením hraběte Dediho český oddíl vydrancoval sídlo biskupa v Žiči. Císař Ota poté ještě v roce 977 zorganizoval vojenské tažení do Čech, avšak ho zastihlo povstání tří Jindřichů, kvůli němuž se musel vrátit zpět do říše. Boleslav II. se potom rozhodl válku ukončit smírem s Otou, když se v roce 978 dostavil na jednání do Quedlinburku, kde přislíbil věrnost císaři za podmínky, že Ota okamžitě odtáhne ze země.